# Viktorija Aladžić
Viktorija (r. Vujković-Lamić) Aladžić Subotica, 14. ožujka 1959.) je hrvatska književnica iz Vojvodine, po struci arhitektica, studij je završila u Beogradu 1985., gdje je i doktorirala 2008., docentica na Građevinskom fakultetu u Subotici. Piše prozu, pjesme i publicistiku.
Objavila je dvije zbirke intelektualno strukturirane proze, a ukupno tri knjige kratkih priča.

## Djela
- Putovanje u Firencu, (proza), 1989.
- Zgrada subotičkog pozorišta, (zajedno s Gordanom Vujnović-Prćić), 1992.
- Šljivin cvijet, kratke priče
- Sunčani grad, nove i stare priče, 1998.
- Secesija u Subotici, Subotica, 2002.
- Hungarian Ceramics from the Zsolnay Factory, New York, 2002. (koautorica)
- Gradotvorci I, Subotica, 2004.
- Gradotvorci II, Subotica, 2006. (s M. Grlicom i G. Vujnović-Prčić);
- Subotica koja nestaje, Subotica, 2012.